# Can Bordils
Can Bordils és un dels casals més antics que hi ha a Palma, va ser reconstruït al segle XIII sobre fonaments i elements de l'època musulmana, és un casal d’estil gòtic. Té finestres renaixentistes gràcies a la reforma de 1554. A la sobrellinda d'aquestes finestres, hi destaquen els escuts de Sureda-Zanglada i dels Sureda-Moyà.
A principi dels anys quaranta, l’arquitecte Forteza reformà la casa. Actualment, la castra és de planta quadrada amb arcs sostinguts per pilars hexagonals. A l’interior es conserva un enteixinat del segle XVI.
Aquest casal va pertànyer a moltes persones, a l’any 1282 pertanyia al jueu Maimó Biniferaix, a l’any 1450 el va adquirir Salvador Sureda i Safont i realitza més reformes a l’any 1554, l’any 1647 passa a ser propietat de la familia Bordils i a l’ any 1808 als Villalonga-Escalada,  finalment, el 1982, el casal de Can Bordils passa a pertànyer a l'Ajuntament de Palma.
Actualment està obert al públic i es pot visitar al carrer de l’Almudaina, 9.